# ラストオーダー (ゲーム)
『ラストオーダー』 (Last Order) は、13cmから2003年12月26日に発売された18禁アドベンチャーゲーム（公称ジャンル：ファミレス陵辱AVG）。2006年1月27日にStandard Editionが発売されているが、こちらでは『ダンジョンクラッカー』等の各種のおまけは収録されていない。
一般的な陵辱物が陵辱行為の描写を突き止めているのに対し、本作はその当事者の内面描写にも力を入れている。
ちなみに、13cmでは初めてDVD-ROMのみでの発売となった作品である。

## 登場人物
南条利彦（なんじょう としひこ）
主人公の大学生だが、有能なフロアチーフ。有能ではあるが、他人とは距離を置いている。
鷺元春菜（さぎもと はるな）
声 - 紬叶慧
奥手な性格で、男と話すことすら苦手。本人は気づいていないが、男子からの人気は高い。3年前に消息を絶った兄のことを心配している。
苫原なつき（とまはら なつき）
声 - 涼森ちさと
春菜の友人で、性格は春菜とは正反対。
緒方香苗（おかた かなえ）
声 - 朝咲そよ
ベテランウェイトレスで、同僚からの信頼も厚い。営業スマイルも得意。
御影諒子（みかげ りょうこ）
声 - 田中美智
他店から押しつけられたも同然のヘルプ要員。がさつな性格だが、やる気はある。
近藤真奈美（こんどう まなみ）
声 - 佐々木あかり
利彦に恩がある一方、大学に来なくなった彼を心配している。
高柳倫子（たかやなぎ ともこ）
声 - 杏露花梨
本社重役の娘。
五十嵐栄次（いがらし えいじ）
店長。仕事はできるが、怠け者なので大抵は利彦達に任せっきり。

## スタッフ
- 原画 - 九尾 (108)
- シナリオ - 朝凪軽
- 音楽 - U-ma

## 主題歌
「Abyss」
作詞 - 元長柾木 / 作曲 - 高瀬一矢 / ボーカル - KOTOKO